# 西班牙國會
國會（西班牙語：Cortes Generales，西班牙語發音：[ˈkortes xeneˈɾales]，意為「總院」）是西班牙最高立法機構，為參議院與眾議院組成的兩院制國會。國會有權制定法律與修改憲法。且眾議院可選罷首相。

## 歷史
1977年佛朗哥獨裁統治結束，恢復舉行民主選舉，其後修改憲法，並實行地區自治，全國各自治區享有一定的地方自治權力。
現時兩院制的選舉制度下，參議院266席中有208個議席是民選產生，其餘由地方議會任命。
至於眾議院則350席皆民選產生。兩院的民選議席由各自治區經全國分區按比例代表制方式產生。
在分區比例代表制的選舉制度下，以往選舉制度對兩大黨中間偏左的西班牙工人社會黨及中間偏右的西班牙人民黨有利，而西班牙具分離主義的政黨在自治區如巴斯克及加泰隆尼亞並未能獲得太多的席次。不過，因為分區比例代表制的情況，政黨並未能輕易取得議席多數席次。
因此，過去三十年曾多次出現少數政府，而較溫和的地區分離主義政黨從中有機會左右政府的大局，如獲承諾取得更多地方自治的權力。

## 延伸閱讀
- O’Callaghan, Joseph F. The Cortes of Castile-León, 1188–1350, 1989.
- Constitución Española, Título III, De las Cortes Generales, 1978（页面存档备份，存于）

## 外部連結
- 西班牙國會官方網站 （页面存档备份，存于）